# East Pasadena
East Pasadena és una concentració de població designada pel cens dels Estats Units a l'estat de Califòrnia. Segons el cens del 2000 tenia 6.045 habitants.

## Demografia
Segons el cens del 2000, East Pasadena tenia 6.045 habitants, 2.038 habitatges, i 1.502 famílies. La densitat de població era de 1.768,2 habitants/km².
Dels 2.038 habitatges en un 34,6% hi vivien nens de menys de 18 anys, en un 58% hi vivien parelles casades, en un 10,7% dones solteres, i en un 26,3% no eren unitats familiars. En el 21,3% dels habitatges hi vivien persones soles el 7,6% de les quals corresponia a persones de 65 anys o més que vivien soles. El nombre mitjà de persones vivint en cada habitatge era de 2,95 i el nombre mitjà de persones que vivien en cada família era de 3,43.
Per edats la població es repartia de la següent manera: un 24,6% tenia menys de 18 anys, un 8,4% entre 18 i 24, un 29,6% entre 25 i 44, un 23,8% de 45 a 60 i un 13,6% 65 anys o més.
L'edat mediana era de 37 anys. Per cada 100 dones de 18 o més anys hi havia 91,2 homes.
La renda mediana per habitatge era de 53.378 $ i la renda mediana per família de 61.531$. Els homes tenien una renda mediana de 50.208 $ mentre que les dones 35.104 $. La renda per capita de la població era de 34.548 $. Entorn del 6,1% de les famílies i el 9,4% de la població estaven per davall del llindar de pobresa.

## Poblacions properes
El següent diagrama mostra les poblacions més properes.